# ピンピンコロリ

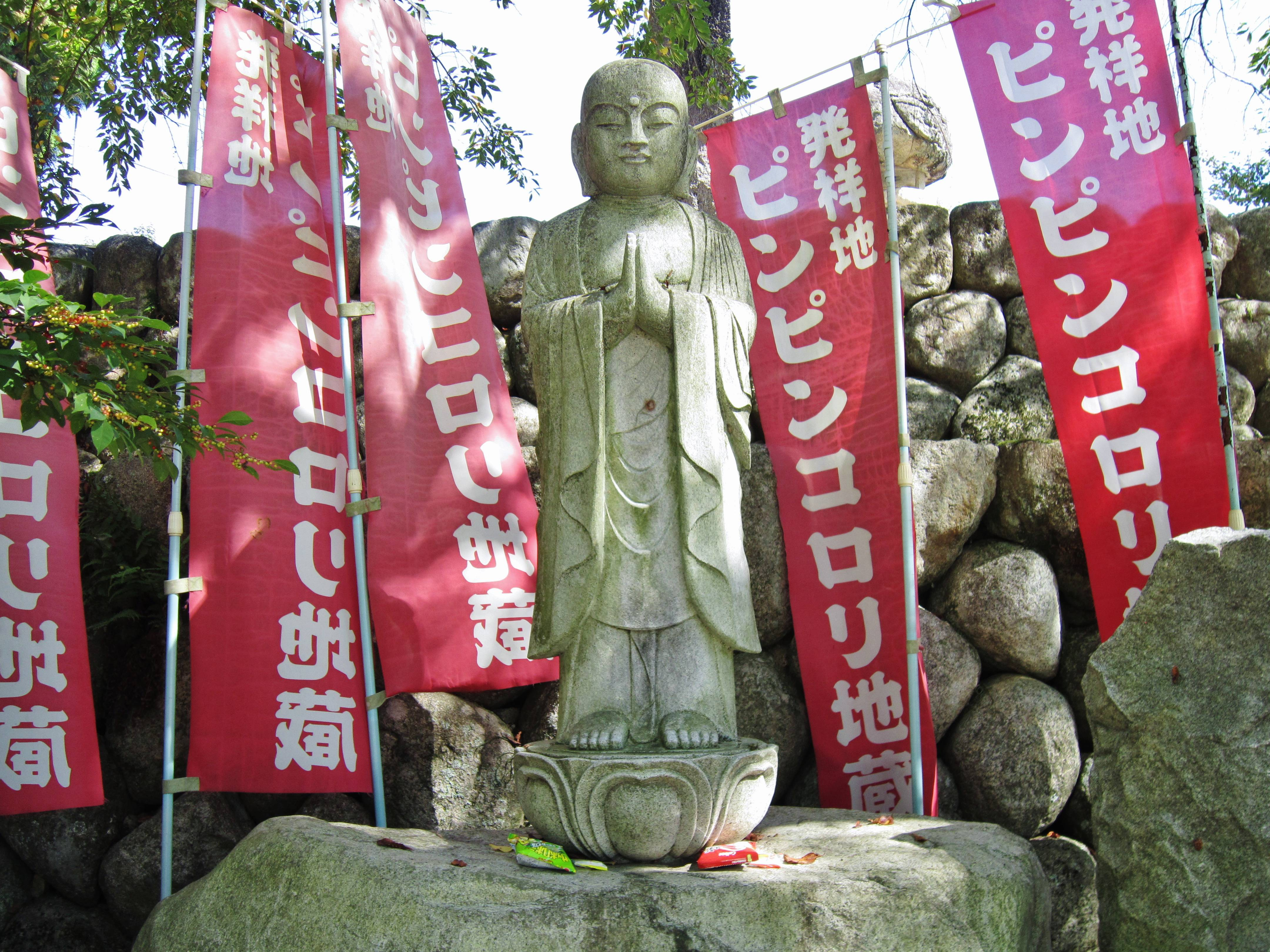
ピンピンコロリ地蔵
（長野県高森町、瑠璃寺境内）

ピンピンコロリとは、寿命と健康寿命の差の無さ（不健康期間の短さ）を言い表した表現で、「亡くなる直前まで病気に苦しむことなく、元気に長生きし、最後は寝込まずにコロリと死ぬこと」という健康的な死に方を意味する言葉。略してPPKという。大往生の別名。ヒト以外の生き物では基本である。そのため、生殖可能期間以降の寿命が長く、「老後」を過ごす率が高いヒトは生物学的には非常に珍しい生き物である。背景には医療発達以前には、ヒトも同じように55歳までにはピンピンコロリで死ぬのが基本であったことにある。逆にヒトの死因を占める、「ガン（長年蓄積された遺伝子の異常でDNA破壊されることで発生）」による死は、ヒト以外の生物の死因にはレアである。
対義語として、寝たきりの要介護状態での延命で寿命が結果的に長いという不健康長寿を意味するネンネンコロリ（NNK）がある。日本は健康寿命と寿命の差が男性平均9年・女性平均12年も世界屈指の不健康長寿のネンネンコロリ大国であり、高齢者医療費・社会保障費の膨張の原因になっている。

## 概要
1980年、長野県下伊那郡高森町で、北沢豊治が健康長寿体操を考案。1983年、日本体育学会に「ピンピンコロリ（PPK）運動について」と題し発表したのが始まり。長野県は男性の平均寿命が1位をキープしていることもあいまって、この運動の普及に力を入れている。2003年には県内でも有数の長寿を誇る佐久市に「ぴんころ地蔵」が建立されている。
2003年に第一生命経済研究所が日本全国の40～79歳までの男女792名を対象に行った調査によれば、64.6%が理想の死に方として「心筋梗塞などである日突然死ぬ」を選択しており、ピンピンコロリを理想とする人が多いことを伺わせる。突然死を選択した理由としては、「家族にあまり迷惑をかけたくないから」(85.9%)、「苦しみたくないから」(62.3%)、「寝たきりなら生きていても仕方ないから」(54.3%)が挙げられている。

## 批評
- 人の本来の寿命が55歳でピンピンコロリが基本であった中で、生殖終了個体に老後が発生することは、その個体にとってもがんに侵されるデメリットばかりである。それでも、生殖期間以降も2-30年以上とヒトが生きるようになった背景や解説として、医療以外にもヒトには、おばあちゃん仮説（閉経後も出産以外の方法で集団の繁栄に貢献）が唱えられている[5]。
- 社会学者の上野千鶴子は、「役に立たない高齢者は生きていてはいけないのか。PPK運動はたとえ善意からではあっても、一種のファシズムです。女性も高齢者も障害者も、弱くても、体が不自由でも人間らしく生きていける社会を目指したい」と批判している。ここで上野は、PPK運動を「寝たきりにならずに死のうというキャンペーン」と解釈している[8]。
- 医学者で桜美林大学教授の鈴木隆雄は、PPKとは「謙虚さと遠慮による要介護状態の忌避ではないか」と指摘し、一方でPPKを唱えながらも一方では孤独死もまた強く忌避する傾向があるのは理に合わず、「高齢者が支援を忌避せざるを得ない社会」に問題があると提起している。また鈴木は、PPKと言ってもよい死亡例は全体の3%に過ぎないまれな事例であり、人間は死や老いを計画することはできないのだから、「宝くじに当たるようなPPKを望むのではなく、人生の晩年において自立した生活に向けて努力し、自分が納得した介護を受け容れ、障害をもったとしてもいかに幸福な人生と感じ、満足して死ぬことができるか」が重要であると述べている[9]。ただし3％という統計におけるPPKの定義には議論がある。
- 医学者で大阪大学大学院教授の佐藤眞一は、「そういう人たち（いわゆるネンネンコロリ）になりたくないという潜在的な否定意識が、ピンピンコロリには感じられる」と述べ、「長寿になって、認知症や障害を持っても、よりよく生きてもらうことを考える。ケアの必要な人とも一緒の社会に生きていく覚悟がないと、長寿社会はよりよいものにならない」と、ピンピンコロリを批判している[10]。
- イラストレーターのみうらじゅんは、「ピンコロは要するに突然死」であるとし、数日間危ない状態が続いた場合と違って、家族や親しい人が最期の別れの時間を作ったり、死に水を取ってやることも出来ないのだから、そうした場面に立ち会うことが出来なかった死なれる側の人間には悔いが残るだろう、ピンコロ希望者はそれが分かっているのだろうかと批判した[11]。突然死という短時間での急変による死亡との異同について議論の余地が大きい。
- 日本においては死因究明制度が非常に貧弱であり、死亡者の解剖率は2%に過ぎない。医師も法律や制度面には疎く、死因不明の患者が出た場合は、安易に警察に処理を丸投げしがちである。よって、医療の知識に乏しい警察が「死」を管理している状態であり、特に病院等にもかかっていなかった高齢者が突然死した場合、「犯罪の可能性が否定できない」ことから警察の介入を招く恐れがある。そこに、家族を突然失った人の心情に配慮するグリーフケアの視点は入り込まない[12]。

## 作品
2003年に、石井トミコとばってん荒川が「ピンコロズ」というユニットを結成し、翌2004年にピンピンコロリをテーマにした楽曲「ピンコロルンバ」「ピンコロ音頭」を発表し、日本全国各地で活動を行った。但し、ばってん荒川自身は膀胱癌の再発と糖尿病の悪化に苦しみながらの活動で、その後は闘病を続けて2006年に死去しており、ピンピンコロリと死ねたとは言えなかった。